# Hemispheres (album)
Pour les articles homonymes, voir Hemispheres.
Albums de Rush
A Farewell to Kings
(1977) Permanent Waves
(1980)
Hemispheres est le sixième album du groupe rock progressif canadien : Rush.
Avec cet album, Rush continue à développer des thèmes conceptuels au travers d’une musique toujours plus complexe et de textes (écrits par Neil Peart) inspirés par la science-fiction.
« Cygnus X-1 Book II : Hemispheres » clôt le récit commencé sur l’album précédent "A Farewell to Kings" avec « Cygnus X-1 Book I ». Dans cette aventure cosmique à l’intérieur d’un trou noir, Rush explore les méandres de l’esprit humain en y intégrant des éléments de la Mythologie grecque. Cette base narrative sert à véhiculer l’idée des rapports conflictuels qui peuvent exister entre les deux hémisphères du cerveau.
Sur le refrain de « Circumstances » Geddy Lee  chante en partie en français (« Plus ça change, plus c’est la même chose »).
« The Trees » est un des titres les plus populaires de Rush. Le texte raconte la lutte fratricide entre les chêne et les Érable pour la quête de lumière nécessaire à leur survie. Les uns (plus grands) faisant de l’ombre aux autres. On avait demandé à Neil Peart s'il y avait un message dans cette chanson. Il avait répondu qu'il n'y avait aucun message. Il avait simplement eu la vision imaginaire d'un dessin animé dans lequel les arbres se comportaient comme des idiots et que cela lui avait donné l'idée du texte,.
Le morceau instrumental « La Villa Strangiato », proche de la démonstration technique marque la forte personnalité des musiciens au travers de rythmiques complexes ou de soli multi-instrumentaux. C’est un des titres de référence du groupe Rush.

## Liste des titres
1. " Cygnus X-1 Book II: Hemispheres" - 18:05
  - I: "Prelude" - (0:00)
  - II: "Apollo Bringer of Wisdom" - (4:29)
  - III: "Dionysus Bringer of Love" - (7:00)
  - IV: "Armageddon The Battle of Heart and Mind" - (9:05)
  - V: "Cygnus Bringer of Balance" - (12:00)
  - VI: "The Sphere A Kind of Dream" - (17:02)
2. "Circumstances" - 3:40
3. "The Trees" - 4:42
4. "La Villa Strangiato (An exercise in Self-Indulgence) " - 9:34
  - I: "Buenos Nochas, Mein Froinds!" - (0:00)
  - II: "To sleep, perchance to dream..." - (0:27)
  - III: "Strangiato theme" - (2:00)
  - IV: "A Lerxst in Wonderland" - (3:16)
  - V: "Monsters!" - (5:49)
  - VI: "The Ghost of the Aragon" - (6:10)
  - VII: "Danforth and Pape" - (6:45)
  - VIII: "The Waltz of the Shreves" - (7:26)
  - IX: "Never turn your back on a Monster!" - (7:52)
  - X: "Monsters! (Reprise)" - (8:03)
  - XI: "Strangiato theme (Reprise)" - (8:17)
  - XII: "A Farewell to Things" - (9:20)

## Personnel
- Geddy Lee : Chant, basse, Pédales basse Moog Taurus, Mini Moog, Oberheim polyphonique
- Alex Lifeson : Guitares acoustique et électrique 6 & 12 cordes, guitare classique, guitare synthétiseur Roland
- Neil Peart : Batterie, percussions, textes

## Charts

### Album
| Année | Chart      | Position |
| ----- | ---------- | -------- |
| 1978  | Pop Albums | 33       |